# Salsa (estilo cubano)

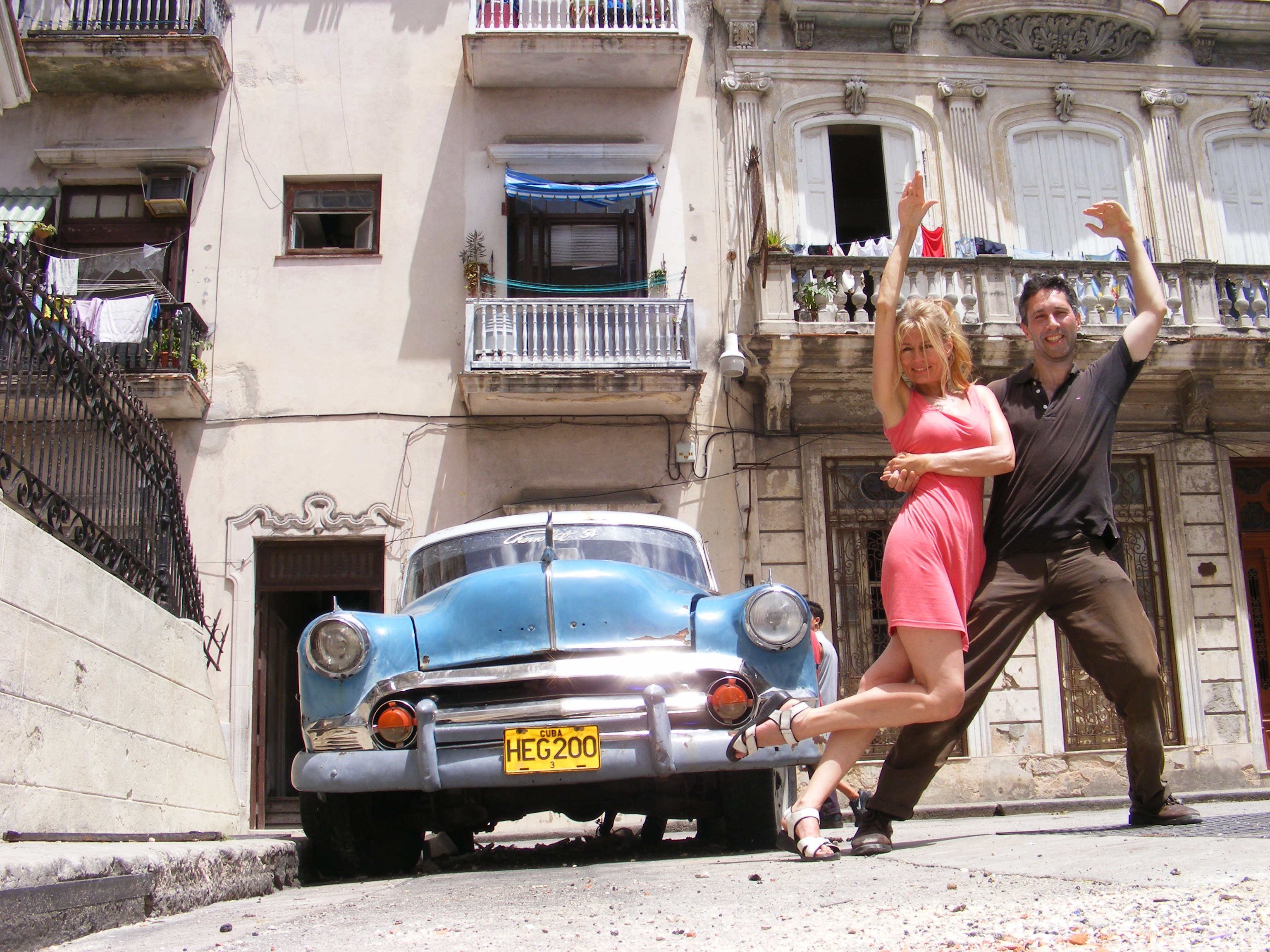
Salsa bailada en La Habana, Cuba

La salsa es un conjunto de ritmos afrocaribeños fusionados con jazz y otros estilos. Su nacimiento ha sido muy debatido, pero se sabe que procede de una fusión que llevaron a cabo los habitantes del Caribe cuando escucharon la música europea para luego mezclarla con sus tambores. La salsa se ha difundido debido a la inmigración de población latinoamericana, especialmente afrocaribeños, hacia destinos al norte, como Nueva York, pero también hacia Sudamérica. En Puerto Rico se utiliza mucho la salsa.

## Historia
En muchas figuras, la pareja se para enfrente, en una postura de baile similar a la de los bailes de salón, en la que la mujer pone su mano izquierda sobre el hombro del hombre, el hombre pone su mano derecha bajo la escápula izquierda de ella y las manos libres se encuentran en el aire, a una altura media entre los hombros de ambos. La contradanza fue una danza grupal, la mayor parte de las figuras abarcaban dos compases 4/4, también ocho tiempos. Como en la square dance, había un caller (del inglés: ‘voceador’) que gritaba las figuras a bailar a las parejas en la sala. El caller se podía retirar durante una pieza y dejar solas a las parejas y a la música. A fines del siglo XIX, evolucionó, para el baile de parejas, en el danzón.
Los colonos franceses y españoles llevaron este baile de su tierra natal al Caribe. Un rol particular jugó la isla La Española. La Española fue, a partir del siglo XVIII, dividida en dos: Saint Domingue, francesa, la actual Haití, en el oeste y «Santo Domingo Español», la actual República Dominicana, en el este. Después del levantamiento contra el dominio colonial francés en 1791, los dueños de las plantaciones huyeron con sus esclavos a la parte oriental de la vecina isla (Cuba) y llevaron también sus costumbres, sus bailes y su música. En el cubano Oriente se mezclaron la marimba y la tradición de baile africana con la música de guitarra de los granjeros españoles.
A pesar de que los españoles se consideran hoy en día como misioneros represores de la herencia cultural y religiosa de sus esclavos, la realidad es que la incorporación y fusión de estilos se produce en las excolonias españolas, así como el mestizaje generalizado. Estas tradiciones jugaron, especialmente en las festividades religiosas, un importante rol. La música aquí fue comprendida como vivencia comunitaria, una participación de distintos grupos. Algunos tambores tocaron siempre un ritmo repetitivo, mientras otros entremezclaron ritmos que se identificarían con las correspondientes divinidades. Estos ritmos podían ser muy complejos y llegaron a ser en el curso de las session cada vez más sincopados y variados, de modo que existía el riesgo de perderse. Por este motivo, un tamborilero ‘principal’ (en alemán: Vortrommler) toca la clave —un ritmo básico, al cual se orientaban todos los otros—. Mientras la clave tocaba, todos los tamborileros estaban sincronizados a pesar de su polirritmia.
Los espectadores, quienes no tenían tambores, no permanecían entretanto inactivos. Ellos apoyaban el ritmo mediante zapateos o palmoteos. Quien no zapateaba o palmoteaba, llevaba el ritmo con su cuerpo, mediante movimientos con los hombros, tronco, caderas, rodilla, etc. Tales elementos de tambor y de baile encuentran ahora acceso al baile de salón. Ellos fueron, sin embargo, siempre considerados con desconfianza por la elitista alta sociedad en Cuba: muchos movimientos africanos en el baile fueron considerados forma de baile ‘obscena’ de la clase baja. El danzón ha resistido exitosamente con sus pausados y expresivos movimientos hasta la actualidad; también en el son cubano se distingue el elegante de la ciudad «urbano», donde el hombre permanece frecuentemente tan solo en el mismo lugar y la mujer se desplaza alrededor de él, y el rural montuno con muchos movimientos de brazos y de torso.
Aparte de la referencia religiosa, el baile tenía siempre, también, una importante función para encontrar un compañero adecuado y para la conquista de una mujer. El baile adquirió, pues, una connotación erótica: las parejas se presentan en el baile, frecuentemente con mucha ostentación de los hombres. La sensualidad en el baile no quiere decir, forzosamente, un estrecho contacto corporal —los compañeros giran alrededor de ellos mismos, en muchos bailes caribeños, sin tocarse—. Así, la salsa del continente será danzada casi exclusivamente abierta. En ella, generalmente, el hombre guía a la mujer con solo una mano. Durante la rotación, éste gira al mismo tiempo que la mujer, lo que da al baile el carácter de baile de ‘vueltas’.

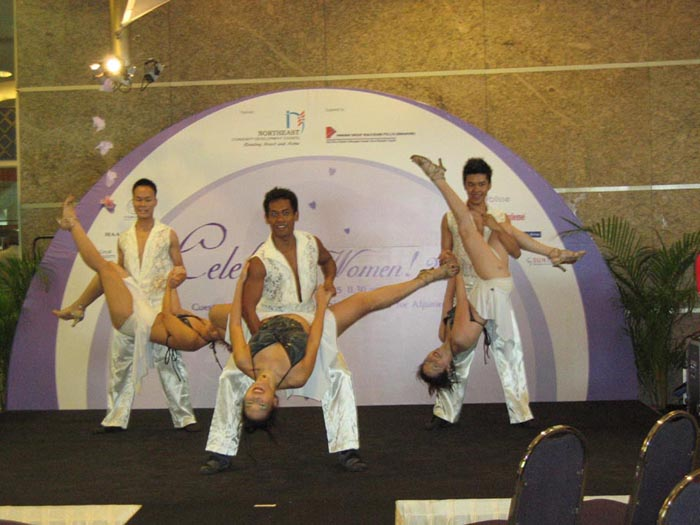
Grupo artístico.

Como la salsa en los años setenta en Nueva York fue haciéndose progresivamente más popular, se formó aparejado a la nueva música, también, un estilo de baile: el «estilo Nueva York» —originado por las escuelas cubanas y puertorriqueñas y enriquecido mediante una multitud de otros elementos de escuelas de baile—. Al final de los años ochenta, había alcanzado también la costa oeste de los Estados Unidos de América y se manifestaba allí como «estilo Los Ángeles».

## Técnica

### Movimientos
El paso básico de todos los estilos de salsa involucra tres cambios de peso, llamados pasos, cada cuatro medidas de tiempo. El tiempo sin un cambio de peso puede contener un zapateo, kick (parece una pequeña patada a una pelota, pero dada al aire) o pausa. Uno de los pasos es un 'paso largo' que es un poco más largo que los otros dos. Los diferentes estilos de salsa se diferencian frecuentemente por la dirección y el tiempo del paso largo («en 1» o «en 2»,  por ejemplo). Después de seis cambios de peso en ocho tiempos, el ciclo del paso básico está completo. Mientras se baila, el paso básico puede ser modificado significativamente como parte de la improvisación y estilo de los bailarines.
Mientras un bailarín de salsa 'cambia su peso', la parte superior del cuerpo permanece nivelada y casi no es afectada. Las caderas quedan atrapadas en la mitad y terminan moviéndose considerablemente: es el famoso movimiento de caderas cubano.
Los brazos son usados para comunicar el liderazgo, ya sea en posición abierta o cerrada. En la posición abierta, los bailarines se toman por una o ambas manos, especialmente para movimientos que envuelven giros, poner los brazos detrás de la espalda o moverse uno alrededor del otro. En la posición cerrada, el líder pone la mano derecha en la espalda del seguidor, mientras el seguidor pone la mano izquierda sobre el hombro del líder. También se utilizan para hacer adornos y para evitar que entorpezcan el baile.
En algunos estilos, los bailarines permanecen en un segmento, es decir, alineados cambiando lugares; mientras en otros, los bailarines giran uno alrededor del otro.

### Tiempo (timing)
La salsa se baila en compás de 4/4. Los pasos básicos se extienden, no obstante, sobre dos compases, por lo que los bailarines cuentan no de a cuatro, sino de a ocho.
El principio es alternar los pasos izquierdo (i) y derecho (d). Para la mujer, los pasos son invertidos:  (d) e (i), enseguida). La ligera dificultad es moverlos con el ritmo de la música: izquierda-derecha-izquierda-pausa y derecha-izquierda-derecha-pausa —(d)-(i)-(d)-(pausa) e (i)-(d)-(i)-(pausa), para las mujeres—.
El cuarto tiempo es una pausa; algunos cuentan: «1, 2, 3, ( ), 5, 6, 7, ( )» o «1, 2, 3, y 4, 5, 6 y» (sic) en lugar de «1, 2, 3, 4 (5, 6, 7, 8)». Aunque no se cuenta el tiempo de la pausa, es muy importante marcarla. Así, el paso básico refleja el peculiar ritmo salsa: comienza en el primer tiempo, conjuntamente con el canto y los instrumentos; aunque la pausa pone el énfasis, junto con la  percusión, en el cuarto tiempo. [N. del T.: aquí se suprimió «un compás» de la traducción, ya que se malentendía la frase]
La salsa también puede danzarse en el ritmo «( ), 2, 3, 4, ( ), 6, 7, 8». Es lo que se llama el estilo Palladium «en 2».
Se puede también bailar «en 2» permaneciendo en «1, 2, 3, ( ), 5, 6, 7, ( )» utilizando el estilo Nueva York.
Existe también una manera 'poco usada' de bailar marcando los golpes de la clave con los pies, lo que es más complicado.

### Paso de mambo

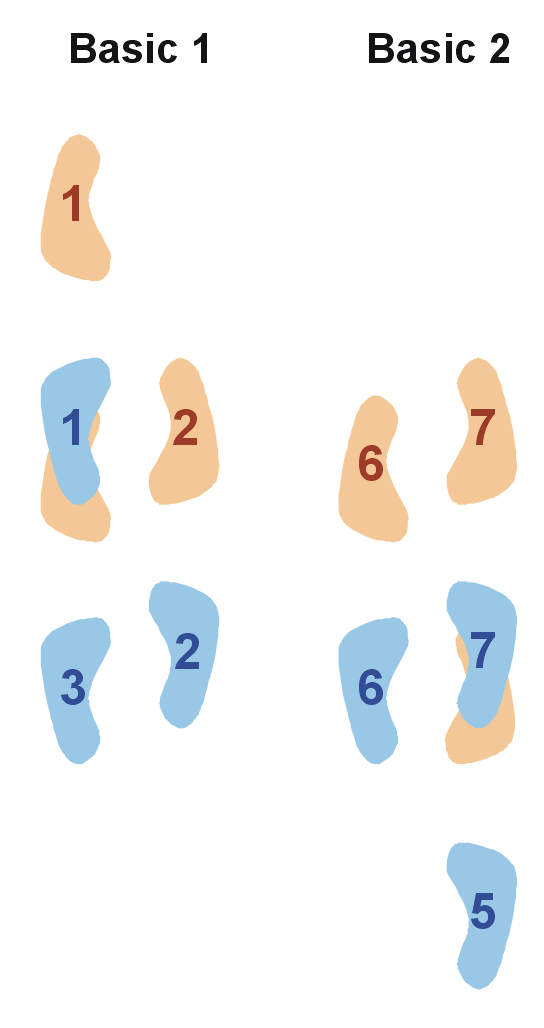
El paso básico del estilo Nueva York «en 1». Este paso básico puede ser usado con pequeñas adaptaciones en todos los estilos.

La salsa no muestra, en contraste con muchos otros bailes, ningún paso básico estándar, pero bien puede considerarse el paso que sigue el principio «atrás/adelante», algunas veces llamado «paso de mambo», como el paso básico más difundido.
Los pasos del hombre y de la mujer se efectúan en espejo: cuando el hombre efectúa los pasos de los cuatro primeros tiempos, la mujer efectúa aquellos de los cuatro últimos, que son invertidos; por ejemplo, si el hombre desplaza su pie izquierdo, la mujer desplaza su pie derecho.
El hombre lo realiza «en 1», así: En el primer tiempo (la mujer comienza en el quinto tiempo) se avanza el pie izquierdo y se traspasa el peso del cuerpo a ese pie; en el segundo tiempo, se traspasa el peso del cuerpo al pie derecho; en el tercer tiempo, se retrocede el pie izquierdo, y en el cuarto tiempo, se marca una pausa. Los otros cuatro tiempos son invertidos: en el quinto tiempo, se retrocede el pie derecho (la mujer efectúa este paso cuando el hombre ejecuta el primer tiempo, avanzar el pie izquierdo, lo que evita que los bailarines se pisen los pies); en el sexto tiempo, se devuelve el peso al pie izquierdo; en el séptimo tiempo, se devuelve adelante el pie derecho, y en el octavo tiempo, se marca de nuevo una pausa (ver cuadro).
En vez de la pausa, también, es común bailar más lentamente el tercer paso, de modo tal que el tercer paso se extiende sobre dos tiempos del compás. En vez de «rápido, rápido, rápido, pausa» es la dinámica entonces «rápido, rápido, lento». 
En Hispanoamérica este paso básico casi no se usa.

### Otros pasos básicos
Existen otras variantes que mantienen algunos principios básicos:
— El cuarto y el octavo tiempo son tiempos de pausa, aunque también se pueden pisar.
— El hombre comienza siempre, en el primer tiempo, con el pie izquierdo y, en el quinto, con el pie derecho.
— La mujer comienza siempre, en el primer tiempo, con el pie derecho; y, en el quinto, con el pie izquierdo.
— La alternancia de los pies es respetada: izquierda, derecha, izquierda, y derecha, izquierda, derecha, para el hombre; derecha, izquierda, derecha, e izquierda, derecha, izquierda, para la mujer.
Entre estas variantes tenemos:
- El «paso salsa» o «paso hacia atrás»: Muy parecido al paso de mambo; el principio es «atrás/atrás» en lugar de «adelante/atrás». En el primer tiempo, se retrocede el pie izquierdo (en lugar de avanzarlo como en el paso de mambo) y, por eso, se lo avanza en el tercero; y es el pie derecho el que se retrocede en el quinto tiempo y, por lo tanto, se lo avanza en el séptimo tiempo. Frecuentemente, se «cruzan» ligeramente los pasos (ver abajo, «paso cruzado»). [N. del T.: se cambió «avanza» por «retrocede» en el quinto tiempo y viceversa en el séptimo, para que concordara con el principio «atrás/atrás»]

- El «paso cruzado»: Con gran semejanza al paso de salsa; el principio es «atrás/atrás». En los tiempos 1 a 4, igual que en el paso de salsa, pero al retroceder, el pie izquierdo se desplaza un poco a la derecha. En los tiempos 5 a 8, lo mismo con el pie derecho que al retroceder, se desplaza un poco a la izquierda.

- El «paso de rumba» o de guaguancó o paso de lado: Aquí se desplaza sobre los lados («izquierda/derecha» en lugar de «adelante/atrás» (avanzar/retroceder) para el paso de mambo); pie izquierdo a la izquierda en el primer tiempo, se devuelve en el tercero; después, el pie derecho a la derecha en el quinto tiempo y se devuelve en el séptimo. Variante: se puede también ir varias veces a la izquierda, después varias veces a la derecha.

- El «paso de marcha»: Es un poco como el paso de mambo, pero en el segundo tiempo se avanza el pie derecho, en el quinto tiempo se avanza el pie derecho (en lugar de retrocederlo), y en el sexto tiempo se avanza el pie izquierdo.

Es esencial para un bailarín de salsa dominar los pasos básicos y el tiempo, antes de poder realizar figuras.

### Tapo zapateo
Tap o zapateo es el nombre de un paso de baile en que el pie es puesto de golpe. Algunos bailarines de salsa golpean en el cuarto tiempo de un compás, que normalmente es una pausa, para acentuar el ritmo. Este zapateo pertenece, sin embargo, más al estilo cubano.

### Shines(o pasos libres) y brincos
Shines (del inglés [to] shine: brillar o lustrar —zapatos, por ejemplo—), también llamados «pasos libres», se denominan las combinaciones de pasos en la salsa que se bailan sin compañeros. En el continente, algunas veces, son incorporados pequeños saltos, los llamados brincos.
Los pasos libres sirven a la autoexpresión de cada bailarín y pueden ser ejecutados tanto como improvisaciones juguetonas o como coreografías artísticas de técnicas de pies.
El baile de pasos libres sirve a muchos como calentamiento. Los pasos libres constituyen la base de la salsa aeróbica.

## Estilos
En los hechos, las diferencias entre los estilos y escuelas individuales no son serias; quien domina uno de estos estilos de baile puede bailar, también, con compañeros de baile de otras escuelas. Sin embargo, se diferencia algo la dirección con el estilo Nueva York de la dirección del estilo cubano, puesto que este último no es bailado sobre una línea, sino en movimientos circulares alrededor del compañero. Todos estos estilos comparten el paso básico y la vuelta básica del Cross-body lead. El estilo de baile casino cubano ha influenciado en la forma de bailar en la cumbia mexicana, el cual expandió este estilo de baile, influenciando toda Latinoamérica hasta los estados del sur de los Estados Unidos de América.

### Estilo de Cali o Salsa Caleña
Como el nombre lo dice, este estilo viene de la ciudad colombiana de Cali. Este estilo se reconoce por sus rápidos movimientos de piernas y de cadera.  Estos rápidos movimientos de piernas son la razón por la que es tan difícil aprender este estilo.[1]
Las figuras clásicas que son aprendidas en Puerto Rico son poco apropiadas para esta forma de salsa, sin embargo, las que son congruentes son las figuras básicas. Adicionalmente, se incorporan en la salsa caleña figuras acrobáticas. Los rápidos movimientos de pies también se emplean frecuentemente para actuaciones individuales (solos). La salsa caleña es poco bailada en Europa.
Cali se ha posicionado a nivel internacional como una importante cuna de la salsa, siendo parte de la identidad regional y produciendo importantes aportes a este género. Cantantes de todas partes de Latinoamérica visitan Cali cada año para promocionar sus discos, se dice que "si no pega en Cali, no venderá". Sumado a esto, es en Cali y en Colombia donde más salsa se produce en la actualidad, siendo un lugar donde por un lado, se cultiva la salsa vieja, y por el otro, se generan nuevos estilos y ritmos, como la famosa Salsa choke caleña. En Cali se baila con "la candela en los pies". La Feria de Cali se lleva a cabo cada año y es un referente para artistas tradicionales y nuevos, que quieren incursionar en este género. Cali es famoso también por sus importantes escuelas de salsa.  

La Salsa choke es un género musical de tipo urbano que nació en las costas del pacífico colombiano, inspirada en la salsa tradicional añadiéndole el son urbano y sonidos de origen afro, lo cual la hace un ritmo “pegajoso” y perfecto para amenizar fiestas y celebraciones.
El género nació en el 2008 en el Distrito de Aguablanca, oriente de Cali. En principio hubo una confusión porque le decían salsa urbana, pero no es así pues este género tiene más furor, más sabor. El nombre nace porque la gente lo empezó a bailar chocando el cuerpo, pero fue evolucionando y llegó al baile que se realiza hoy día, la primera canción que se dio a conocer oficialmente como salsa choke fue: "La tusa”. 
La base de este baile es mover los pies y las caderas dos veces a cada lado, coordinados con las manos. Es un paso similar al paso más común de la bachata, pero al doble de velocidad. además de este existen muchas variaciones de los cuales los más conocidos son: el Brincaíto, Cobando, el Champú, Pateando el balón entre otros.

### Estilo Cubano
El llamado estilo cubano es la forma original de bailar la salsa. Es, a diferencia de los estilos que han ido surgiendo en los últimos años, el que toma más elementos y pasos de cuanto baile existió antes o después. Es con toda seguridad el baile de salón cubano más complejo y también el más divertido. Los primeros pasos de este baile se desarrollaron en el Casino Deportivo de La Habana y otros salones de baile de la capital cubana a finales de los años cincuenta, de ahí el nombre que tiene en Cuba: casino, pues originalmente se llamaba "el baile del Casino". A finales de los años sesenta recuperó su popularidad y ya no se ha dejado de bailar hasta nuestros días.  El casino parece más bien juguetón, rítmico y animado y no está orientado hacia la competición, como otros bailes de salón. Es, en cierto modo, un baile de salón, pero en ‘mangas de camisa arremangadas’ que aún sigue evolucionando. Sin embargo, para las distintas figuras -algunas son muy complicadas-, hay varias combinaciones de pasos básicos que deben ser dominadas para poder ejecutarlas correctamente.

#### Rueda de Casino
Es un estilo de baile para el son montuno o guaracha y luego para el nombre comercial que se le pondría a toda la música cubana bajo un solo nombre, salsa. La rueda la forman parejas de bailarines en un número indeterminado que realizan figuras de baile combinadas entre ellos. Cuando nace la rueda en los años 50 no se baila salsa sino son, casi siempre son montuno, guaracha y también chachachá, etc. De esta forma creativa surgió esta manera de bailar que más adelante se aplica plenamente bailando Salsa.[cita requerida]

### Estilo Cumbia
Este estilo, también llamado estilo latino o estilo colombiano, está basado en la cumbia colombiana y, por esto, se diferencia considerablemente de las formas mencionadas arriba. Características son las posturas de baile abiertas, la guía con únicamente una mano y la forma circular de baile de los compañeros.
En los campeonatos mundiales de la World Salsa Federation (WSF) en Miami, el estilo colombiano ha tenido una categoría propia desde (el año) 2003.

### Estilo Los Ángeles
El estilo Los Ángeles, que comúnmente se abrevia como estilo L. A., surge entre 1990 y 2000. Incluye aún más elementos coreográficos y figuras de espectáculo que el estilo Nueva York, lo que lo hace especialmente popular para las producciones de cine, concursos y torneos de baile. Es vivo y se baila siempre «en 1».
Entretanto, el estilo Los Ángeles también ha llegado a ser popular dentro de la escena aficionada y se baila comúnmente en fiestas de salsa; además, se ha hecho manejable en relación con los elementos coreográficos entremezclados. En la Europa continental, la mayor parte de las escuelas de baile se refieren a este estilo.

### Estilo Mambo
Una variante del estilo Nueva York presentó en 1987, Eddie Torres, un profesor de baile y coreógrafo de Nueva York de origen puertorriqueño, autodenominado Mambo King. Él señaló que la salsa realmente desciende del mambo y reivindicó, por esa razón, que se debería comenzar el paso básico similarmente como en el mambo, con un 'paso largo' (Ausfallschritt en alemán, 'lunge' en inglés) en el segundo (y sexto) tiempo. Su estilo de baile fue llamado, por consiguiente, también «estilo salsa mambo» y encontró mucha atención, particularmente en los años noventa. La fascinación descansó en un nuevo sentido del ritmo en el baile. Eddie Torres llamó a su estilo, en cambio, estilo «salsa club nocturno».
Mientras tanto, el estilo salsa club nocturno se enseña mundialmente por muchos instructores en la tradición de Eddie Torres. Junto al estilo salsa club nocturno, existe el estilo «Paladio», usa el mismo paso básico como el mambo, y, por ejemplo, es enseñado actualmente por la compañía de baile Razz'm'tazz de Nueva York.

### Estilo Nueva York
El «estilo Nueva York», como simbiosis del baile puertorriqueño y cubano, refleja todos los elementos del baile de ambos países, principalmente el elegante de la ciudad de la Habana («urbano»). Se caracteriza por sus formas rectilíneas, así como por el empleo de técnica de pasos y de sencillas figuras del espectáculo (por ejemplo: figuras de caída). Originalmente, el estilo Nueva York fue bailado «en 1» y en los clubes continúa bailándose así; no obstante, puede ser bailado -especialmente por los bailarines profesionales- «en 2».Nueva York.

### Estilo Puertorriqueño
El estilo puertorriqueño corresponde en el paso básico y las figuras de baile al estilo Nueva York y Los Ángeles (el primero en el tiempo 6 y el segundo en el tiempo 2). Los tres estilos son identificables a simple vista y conocidos como salsa en línea o lineal. Al igual que el Nueva York se rige y sigue el conteo de la tumbadora (suena un "cuncun pa...cuncun pa" 8,1-2; 4,5-6). La diferencia radica en que en el estilo Puerto Rico el hombre comienza el baile avanzando con un paso delante con el pie izquierdo en el tiempo 2, mientras la chica pisa detrás con el derecho (lo que hace que el conteo y la cadencia en la frase musical sea al contrario que en el estilo Nueva York, en el cual el chico comienza en el tiempo 6 el mismo básico). Aquí, los compañeros se presentan ‘eficazmente’ mediante combinaciones de pasos precisas. Los bailarines puertorriqueños bailan menos ‘simétricamente en cuanto al punto’ (en alemán: punktsymmetrisch). Es un estilo minoritario, ya que requiere de un mayor espacio de ejecución de figuras que el estilo cubano, aunque es menos rápido, eléctrico y explosivo que el estilo L.A y New York. Además, es necesario un gran dominio del ritmo musical, pues las salsas más comerciales diluyen su instrumentación originaria, siendo aún más difícil identificar elementos rítmicos como la clave, la campana o la tumbadora. Para encontrar más fácilmente este ritmo se puede recurrir a La Fania, El Gran Combo de Puerto Rico, Héctor Lavoe, Gilberto Santarosa o la orquesta Adolescentes.

### Estilo Venezolano
Este estilo es original de los suburbios de Caracas, donde se adoptó una posición más relajada al bailar y se distingue de los demás en el erotismo impregnado en la danza de cada uno de los bailarines, donde; con movimientos sensuales el caballero da muchos giros a la dama tomándola de la mano para culminar el paso en un abrazo que continua hasta que la música acaba. Generalmente se alterna con muchos giros tanto del hombre como de la mujer para no hacer monótono el baile.

## Organización
No existe ningún órgano oficial para la salsa que pudiera proveerla de estructuras uniformes. Cada organización puede convocar a sus propios congresos nacionales o internacionales, competencias de baile o campeonatos. Las más renombradas asociaciones se encuentran en los Estados Unidos de América y son:
entonces un concurso de salsa mundial. Además, asigna el título de campeón mundial para los mejores bailarines de salsa en las categorías:
- Estilo colombiano;
- Mambo;
- Estilo Nueva York;
- Baile de espectáculo;
- Estilo Los Ángeles;
- Estilo cubano;
- Shine;
- Equipo.

De todas las disciplinas será elegido el World Undisputed Salsa Champion (en español: «Campeón mundial indiscutible de salsa»).
La International Dance Organization (IDO) (en español, «Organización de baile internacional») que organiza regularmente torneos de salsa e incluso un campeonato mundial. La IDO es, por cierto, también internacional y, por eso, tiene sedes en todo el mundo; sin embargo, está principalmente presente en Europa —por lo menos, en lo tocante a la salsa—.

## Campeonatos
Además de los campeonatos señalados en el acápite anterior, existen otros, tales como:
El primer World Salsa Championships (WSC) (en español: «Campeonato mundial de salsa») anual de la Salsa Seven Inc. fue realizado en Las Vegas en diciembre de 2005, bajo la conducción de Albert Torres, instructor de salsa y promotor muy conocido en California. Aquí no hay un desglose de los bailarines en estilos de baile y se evalúan sólo cuatro disciplinas: «En 1», «En 2», «Cabaret» y «Equipo». La categoría Cabaret corresponde al «baile de espectáculo» e incorpora también figuras acrobáticas en este género se han acoplado muy bien los bailarines de salsa caleña que exhiben figuras acrobáticas durante el baile. En el WSC, no hay un campeón mundial global [sino en cada categoría].
El Campeonato Mundial de Salsa de Cali, Colombia es una competencia de carácter internacional que se realiza cada año en el mes de septiembre en el marco del Festival mundial de la salsa de Cali; donde compiten categorías infantil y juvenil adulto tanto en Grupos, Parejas y Categoría Ensamble.
También existe el World Latin Dance Cup que fue fundado y liderado por Albert Torres y actualmente está representado en su totalidad por el bailarín y empresario Eider Rúa Giraldo.  Este evento tiene una trayectoria de más de 10 años convocando a bailarines apasionados de ritmos latinos de todo el mundo para su competencia anual, donde también se realizan talleres, conferencias y fiestas sociales.  Su objetivo es ser la organización que brinda soporte y reconocimientos a los bailarines de ritmos latinos de todo el mundo.  
Anualmente, en todo el mundo, tienen lugar congresos y festivales de salsa.  A éstos son invitados la mayor parte de los mejores instructores mundiales. Estos enseñan sus técnicas, en forma de talleres, a los participantes. Por la tarde tienen lugar grandes fiestas bailables de salsa,  en las cuales los maestros (artistas) ofrecen su habilidad (espectáculos) al máximo en el escenario. Un ejemplo es el mundialmente conocido West Coast Salsa Congress (en español, «Congreso de salsa de la Costa Oeste») de Albert Torres.

### Conferencias
Cada año en el mes de septiembre se realiza el festival mundial de la salsa en Cali Colombia, Donde se encuentran personas locales y de todo el mundo para asistir a Talleres de baile para aprender pasos y ritmos como Boga-loo, Salsa Caleña, Salsa en línea, Figuras y Cargadas, Estilo para mujeres, Cha Cha Cha on 2, Codificación de pasos y figuras caleñas.
Además se realizan Foros, documentales, conservatorios con cantantes, instructores, bailarines expertos en el tema, exposiciones de arte y pintura con la temática de la sala y lo más importante el campeonato mundial de la salsa Cali. También en los festivales más importante resalta el Festival Alianza Salsera en Barquisimeto, Venezuela. Se reúnen del todo el país para asistir a talleres para aprender pasos, ritmos y para la exhibición de ellos, los tipos de bailes resaltantes son boogalo, salsa en línea, salsa cubana, hip hop, pachanga, mambo, bachata, samba de salón, cha cha cha, salsa en 2, figuras y cargadas. En el participan Academias de diferentes partes de Venezuela, como Casino Stars, Musa, Imagen Latina, Latin Mambo, Fusion Salsera, Proyección Latina, Paso Latino, Danzas Bailen, Top Dance, Ritmos Latinos y la misma Alianza Salsera, siendo una muy buena exhibición, donde se encuentran unos de los mejores bailarines del mundo.

## Películas
- Salsa – it's hot (USA 1988) Robby Rosa, Rodney Harvey – Dirección: Boaz Davidson
- Dance with Me (USA 1998) Vanessa L. Williams, Chayanne – Dirección: Randa Haines
- Salsa y Amor (Francia 2000) Christianne Gout, Vincent Lecoeur – Dirección: Joyce Buñuel
- Born Romantic (Inglesa 2000) Craig Ferguson, Olivia Williams, Catherine McCormack – Dirección: David Kane
- Dirty Dancing 2 – Havana Nights (USA 2004) Diego Luna, Romola Garai – Dirección: Guy Ferland
- Un sueño llamado salsa (Cali, Colombia 2010). Valerie Domínguez, Andrés Toro.
- Ciudad Delirio (Cali, Colombia 2014). Carolina Ramírez, Julián Villagrán, Jorge Herrera, John Alex Castillo, Margarita Ortega, Vicky Hernández, Ingrid Rubio - Dirección: Chus Gutiérrez.